# Theodor Schwartz

Theodor Schwartz

Johann Carl Theodor Schwartz (* 14. April 1841 in Lübeck; † 10. April 1922 ebenda) war ein deutscher Gewerkschafter und sozialdemokratischer Politiker.

## Leben
Schwartz war gelernter Former, arbeitete aber auch als Schiffsjunge, Matrose und Schiffskoch. Von 1886 bis 1895 war er Speisewirt in Lübeck.
Er war 1868 dem Allgemeinen Deutscher Arbeiterverein beigetreten und wurde durch die Vereinigung der Arbeiterparteien 1875 Mitglied der SDAP, die sich 1890 SPD nannte.
Schwartz war zwischen 1889 und 1891 Vertrauensmann der Former Deutschlands. Danach war Schwartz bis 1901 nebenamtlicher Vorsitzender des Formerverbandes. Ebenfalls nebenamtlich war er zwischen 1891 und 1895 Redakteur der Verbandszeitung „Glück auf“. Im Jahr 1890 war Schwartz einer der Mitbegründer der Generalkommission der Gewerkschaften Deutschlands. Bis 1892 gehörte er ihr als Mitglied an. Außerdem war er 1894 Mitbegründer und Mitglied der gewerkschaftlichen Presskommission. Von 1895 bis 1919 war Schwartz Geschäftsführer des Lübecker Volksboten. Danach trat er in den Ruhestand.

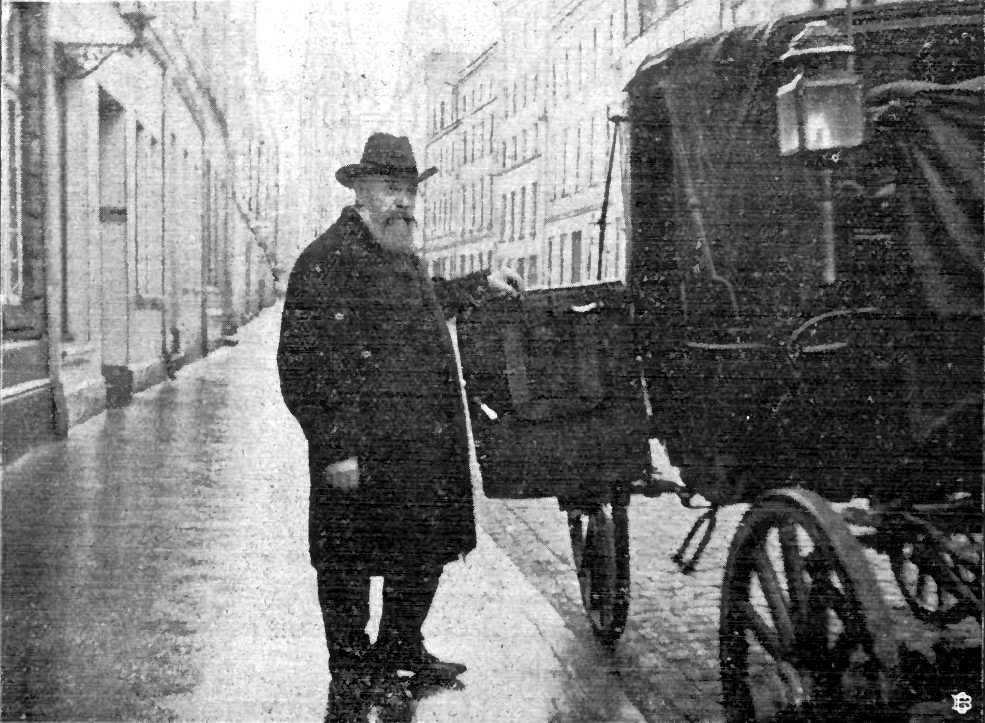
1907 im Begriff auf eine ländliche Agitationsfahrt zu gehen.

Schwartz hatte seit 1876 regelmäßig und zunächst ohne Erfolg für den Reichstag kandidiert. Erst seit 1890 war er Mitglied des Reichstages, dem er mit Ausnahme der Jahre zwischen 1893 und 1898 bis 1918 angehörte. Er gehörte in der Reichstagsfraktion zu den Kritikern der Kriegskreditspolitik und trat 1916 zur Sozialdemokratischen Arbeitsgemeinschaft über, ohne jedoch auch zur USPD überzutreten.
Außerdem gehörte Schwartz von 1905 bis 1921 dem Landesparlament der Lübecker Bürgerschaft an. Im Jahr 1919 amtierte er als Alterspräsident.
Nach Schwartz ist unter anderem ein Erholungsheim der Arbeiterwohlfahrt in Brodten benannt.

## Werke
- Das alte Lübeck. Bilder aus der Kultur und Geschichte Lübecks bis zum Anfange des 17. Jahrhunderts. Zusammengestellt von Theodor Schwartz. Johannes Wedde, Lübeck 1887.
- Jürgen Wullenwever, Bürgermeister von Lübeck, Geboren zu Hamburg 1493, enthauptet bei Wolfenbüttel 1537. Hamburg 1887.
- Bilder aus Lübecks Vergangenheit. Zusammengestellt von Theodor Schwartz. Meyer, Lübek 1905.
- Hinrich Paternostermaker. Ein dunkles Blatt aus der lübeckischen Geschichte des vierzehnten Jahrhunderts. Friedr. Meyer & Co.,  Lübeck 1913.